# Les Deux Minutes du peuple
Les Deux Minutes du peuple est une série de sketches radiophoniques créée en 1990 et interprétée par l'humoriste québécois François Pérusse,. Au total, plus de 3 000 épisodes ont été réalisés, entre 1990 et 1996.
Ces sketches d'environ deux minutes sont initialement diffusés à partir du 4 septembre 1990 au Québec dans l'émission Yé trop d'bonne heure sur CKOI-FM avant de passer sur les ondes de CHOE-FM, CIPC-FM ou Énergie. De 1996 à 2012, ils sont également régulièrement diffusés en Europe sur des radios francophones : en Belgique sur Joker FM, en France notamment sur Europe 2 et Rire et Chansons, et en Suisse sur Couleur 3.
En 2016, François Pérusse annonce la fin des 2 Minutes du peuple et lance à la place Pérusse Express, un concept similaire mais plus proche de l'actualité. Cependant, après cette date des épisodes des 2 Minutes sortent de façon occasionnelle, comme lors de la pandémie de Covid-19 en 2020. La série revient en 2022 sur la plateforme La Radio du Peuple avec une nouvelle capsule par mois.
Les sketches des 2 Minutes du peuple — appelés par son auteur des « capsules » — sont reconnaissables grâce à l'accélération plus ou moins importante qu'applique Pérusse à sa voix pour interpréter les différents personnages, ce qui donne des dialogues alertes, comiques et sans temps morts. L'humour absurde des capsules repose principalement sur de très nombreux calembours, non-sens, onomatopées et trompe-oreilles. Les épisodes sont presque tous indépendants les uns des autres, mais avec des personnages récurrents. Ils peuvent narrer des scènes de la vie quotidienne, des chansons ou des parodies d'émissions de télévision, de séries, de films, etc.
Au fil des années, la série a obtenu un statut d'émission culte au Québec et en Europe. Elle a remporté de nombreux prix (sept Félix, six Olivier, un Juno et sept Rubans d'or), été adaptée en série télévisée (La série du peuple) et les quatorze albums qui en ont été tirés se sont vendus à plus de 2 millions d'exemplaires.

## Thèmes abordés
Les « capsules » des Deux minutes du peuple forment une succession de sketches indépendants qui traitent de sujets variés (la vie de tous les jours, l'actualité, les animaux, les démarcheurs téléphoniques ou la publicité), mais qui peuvent aussi former des mini séries sur un thème précis (comme les personnages historiques tels Jacques Cartier, Ludwig van Beethoven, Louis XIV, Thomas Edison ou la série sur les instruments de musique), voire des parodies de jeux, d'émissions de radio et de télévision (notamment les débats et les talk-show ou bien les émissions de variétés), de séries télévisées (X-Files, Urgences, Columbo), et enfin des chansons humoristiques.
Les capsules sont soit en version québécoise (français québécois), soit en version française (français de France), plusieurs séries étant inédites à la France ou au Québec.
Il existe quelques personnages récurrents comme le docteur Malcolm, l'inspecteur Bocolon (une parodie de l'inspecteur Columbo), Krikett le super flic (capsule « Film d'action » et « Les enquêtes policières »), le « gars qui magazine par téléphone », Jean-Charles ou même des duos : Roger et Caroline, Fux Molder et Dana Scully (X-Files du peuple), l'apprenti et le patron, le couple de la « Maison Slangster », ou un couple qui est à la maison ou qui sort en ville.
D'autres personnages font une apparition unique (mais remarquée) lors de capsules, à l'image de l’Humain de l'an 2000 (tel qu'imaginé dans les années 1960).
Il y a également des éléments récurrents, tels les moqueries à l'égard des politiciens, des hommes d'affaires et entreprises, des sportifs, des acteurs, des chanteurs et groupes de musique, etc.

### Différences régionales
La série étant originellement québécoise, lors du passage en Europe, des capsules contenant plusieurs références au Québec ont été modifiées, par exemple les gags tournant autour de personnalités québécoises (Michel Louvain, Pier Béland, Fernand Gignac et les Canadiens de Montréal) ont été modifiés avec des vedettes de l'industrie du spectacle française : l’animateur Arthur, le pianiste Richard Clayderman, le groupe musical 2be3 et les chanteurs français Francis Lalanne et Patrick Bruel font partie des modifications. Mais, étant donné la popularité de Patrick Bruel hors de la France, ce dernier est à quelques reprises parodié dans la version originale québécoise.
Les personnages sonnant « trop québécois » voient aussi leurs noms modifiés, exemple : dans la capsule « L’émotivité et la raison », l’amant s’appelle Gaston Rinfret au Québec, mais Guy Banville en France.
Les parodies d’émissions de télévision sont aussi différentes :
- pendant les premières capsules québécoises, il n’y avait pas beaucoup de séries parodiant en particulier les émissions québécoises, mais beaucoup de parodies de genres télévisuels. Depuis le retour au Québec en 2002, les bulletins de nouvelles (journal) sont parodiés en série avec Les Nouvelles à une cenne, qui parodie la chaîne québécoise LCN ;
- en France, la série Ça se dispute parodie l’émission française de débats Ça se discute et la série Tout le monde s’en fout parodie l’émission Tout le monde en parle. Toutefois, l’adaptation québécoise de Tout le monde en parle n’a pas été parodié au Québec.

Quand la série était en pause au Québec, entre 1996 et 2002, plusieurs capsules sont aussi passées du français de France au français québécois : par exemple, les capsules parodiant les séries policières avec le personnage de Krikett, qui adoptent de nouveaux personnages au Québec.
Les deux versions utilisent aussi les mêmes gags, lorsqu’il s’agit d’un jeu de mots qui fonctionne aussi bien en français québécois qu’en français de France : par exemple, sur une situation de la vie courante, voire avec les présidents des États-Unis comme Bill Clinton après l’affaire Monica Lewinsky. Des gags sur les politiciens français sont aussi présents dans les deux versions, mais la version québécoise met souvent en scène des rencontres entre les politiciens des deux côtés de l’Atlantique.

## Diffusion radiophonique
Les capsules ont été diffusées dans différents pays :
- au Québec :
  - diffusion inédite en version québécoise de 1990 et 1996 sur CKOI-FM ;
  - diffusion en version québécoise de 2002 à 2016 sur Énergie. Également diffusées sur CHLC-FM, CHOE-FM et CIPC-FM[6].
- en France :
  - diffusion en version québécoise durant les années 1990, pendant l'été, sur France Inter dans l'émission Audimatraquage ;
  - diffusion en version française à partir de l'automne 1996 sur Europe 2 dans la matinale d'Arthur ;
  - diffusion en version française d'octobre 2001 à septembre 2012 sur Rire et Chansons[7] ;
  - diffusion en version française depuis le 11 novembre 2013 sur Hit West[6].
- en Suisse : diffusion en version française de 2002 à 2011 sur Couleur 3[1] puis sur Rouge FM depuis le 11 novembre 2013[6] ;
- en Belgique : diffusion en version française sur Joker FM[7] puis, de 1998 à 2006, sur Contact 2[1].

## Discographie
Une grande partie de ces sketchs ont été enregistrés sur disque (notamment les chansons humoristiques de la série) sur une série d’albums intitulés L'Album du peuple.

### Albums en version québécoise
- Album du peuple - Tome 1 (1991)
- Album du peuple - Tome 2 (1992)
- Album du peuple - Tome 3 (1994)
- Album du peuple - Tome 4 (1995)
- Album du peuple - Tome 5 (1996)
- Album Pirate (2002)
- Album du peuple - Tome 6 (2003)
- Album du peuple - Tome 7 (2007)
- Album du peuple - Tome 8 (2011)
- Album du peuple - Tome 9 (2013)
- Album du peuple - Tome 10 (2015)[8]
- Best Ove! (2017)
- Album du peuple - Tome 11 (2020)

### Albums en version française
- Album du peuple - Volume 1 (Made For France) (1997)
- Album du peuple - Volume 2 (Made For France) (2002)

## Récompenses
François Pérusse a remporté de nombreux prix pour ses sketches, dont la Rose d’or de la meilleure émission d’humour lors d’un festival à Marrakech.
- 7 Félix pour les Albums du peuple - Tome 1, Tome 2, Tome 4, Tome 5, Tome 7, Volume 1, l'Album pirate.
- 6 Olivier pour le Tome 6, le Tome 7 et Les 2 minutes du peuple à la radio.
- 1 Juno pour le Tome 2.
- 7 Rubans d'or (Association canadienne des radiodiffuseurs) pour Les 2 minutes du peuple sur le réseau Énergie.

## Hommages et inspirations
Les Deux Minutes du peuple est une référence pour de nombreux humoristes francophones, notamment les créateurs de sagas MP3 comme John Lang.
L'humour de François Pérusse a aussi été une source d'inspiration ("un de mes cinq piliers de l'humour, [...] François Pérusse pour les vannes") pour le vidéaste Frédéric Molas dans son émission web Joueur du Grenier, où on remarque la similitude de certains sketchs avec Les Deux Minutes du peuple.